# Det tidlige forår
Det tidlige forår er den samlede udgave af Tove Ditlevsens to erindringsbøger; ’Barndom’ og ’Ungdom’, begge fra 1967.